# KU-filmen 1937-1940
KU-filmen 1937-1940 er en dansk propagandafilm fra 1949.

## Handling
En film om Konservativ Ungdoms (KU) arbejde og politik. Mens store dele af den danske ungdom lever et sorgløst liv, er andre klar til at forsvare landet og de danske værdier, fremstillet i optagelser af landskaber, kirker og ungdommen. KU ønsker et stærkt forsvar under parolen: "Alt liv er betinget af forsvarsvilje, selv hos den mindste skabning. Selvopgivelse betyder død og udslettelse". KU ønsker et frit og rentabelt landbrug. Arbejdet med at hverve medlemmer og udbrede KU-politik på møder, marcher m.m. Valgplakater: "Danmark er Broernes Land. Men - rød Bro til Moskva - Nej!" Når KU holder møder er der forstyrrelser fra 'de andre' - optagelser af slagsmål på Rådhuspladsen og mellemtekst: "Siden 1932 er 221 KU'ere slået ned". Det medfører tiltaler efter 'Uro-loven'. Stort KU-møde i Forum, hvor 15.000 er mødt op for at høre John Christmas Møller tale. Borgmester Alfred Bindslev indleder.